# 岡本寛志
岡本 寛志（おかもと ひろし、1977年8月27日 - ）は、日本の男性声優。奈良県出身。青二プロダクション所属。

## 略歴
桃山学院大学卒業。
昔は陸上で「オリンピック選手になる」という夢を持っていたが、高校1年生の時に怪我をして靭帯を痛めたことがきっかけで夢を諦めてしまう。その後、スタジオジブリのアニメ映画『耳をすませば』の将来に悩む主人公たちの姿が自分と重り、アニメを作る仕事をやりたい、声優になりたいと思い立つ。
東映アニメーション研究所卒業後、青二プロダクションに所属する。デビュー作は覚えていないという。初めて収入があった仕事は顔出しのエキストラの仕事だったとしている。初めての声の仕事は、テレビアニメ『ソニックX』の看守役だと述べている。
声優ユニット『Boy's Beat』のメンバーとして活動していた。

## 人物
方言は関西弁。
趣味はバイク、カラオケ、スポーツ観戦、うさぎを愛でること。
資格・免許は普通自動二輪免許。

## 出演
太字はメインキャラクター。

### テレビアニメ
2003年
- ソニックX（看守B、キャスター）
- ボボボーボ・ボーボボ（クマ、ひさし君3号、鮮血のガルベル、黄河文明、絶望君〈2代目〉 他）
- ONE PIECE（2003年 - 、観客、オイモ、バジル、キャプテン・ジョン、カルマ、ラビヤン、シャーロット・ニュージ 他）

2004年
- 下級生2〜瞳の中の少女たち〜（不良1）
- サムライガン（亀吉）
- BECK（先輩男）
- 冒険王ビィト（2004年 - 2006年、ドローマン、ウルフ、罪人たいまつ、首長エイ、船員、護衛、警備隊長、風隊員、ヴァンデル 他） - 2シリーズ
- 名探偵コナン（村人）
- リングにかけろ1（2004年 - 2006年、金城、若者、観客、学生） - 2シリーズ

2005年
- ガイキング LEGEND OF DAIKU-MARYU（2005年 - 2006年、高校生、機関士、ダリウス兵、ドロイド兵、ダイロクス 他）
- かみちゅ!（阿部直人）
- 機動戦士ガンダムSEED DESTINY（ムラサメパイロット）
- 銀盤カレイドスコープ（アナウンサー）
- 戦国英雄伝説 新釈 眞田十勇士 The Animation
- ちびまる子ちゃん（2005年 - 2023年、消防士、魚屋さん）
- Xenosaga THE ANIMATION（レスター）

2006年
- 神様家族（男子生徒、アナウンサー）
- 銀色のオリンシス（中年男性、避難民）
- 出ましたっ!パワパフガールズZ（逃げる市民）
- 貧乏姉妹物語（縁日の人々）
- マージナルプリンス〜月桂樹の王子達〜（小林春也）
- 夢使い（社員1）

2007年
- ゲゲゲの鬼太郎（第5作）（2007年 - 2008年、レポーター、一太郎）
- しゅごキャラ!（2007年 - 2008年、体育の先生、コーチ、先生、相馬雲海） - 2シリーズ
- のだめカンタービレ（山本）
- 祝!(ハピ☆ラキ)ビックリマン（ハズレ魔像）
- ヒロイック・エイジ（タキウス、某惑星代表、オペレーター）
- モノノ怪（義理の弟）

2008年
- ねぎぼうずのあさたろう（ゴロツキ、子分、注連飾り売り、豆腐売り、手下、村人）
- 墓場鬼太郎（海パン男）

2009年
- 極上!!めちゃモテ委員長（礼太）
- こんにちは アン 〜Before Green Gables（ジョー）
- 戦場のヴァルキュリア（カール・オザヴァルド）

2010年
- 怪談レストラン（マーク）

2011年
- カードファイト!! ヴァンガード（2011年 - 2018年、美好ヒロミ） - 2シリーズ
- クロスファイト ビーダマン（2011年 - 2013年、鷲村ユキヒデ） - 2シリーズ
- SKET DANCE（三上真治）
- デュエル・マスターズ ビクトリー（井伊香玄）

2012年
- 聖闘士星矢Ω（2012年 - 2013年、シャム、船員、聖闘士、ハティ）
- デジモンクロスウォーズ 〜時を駆ける少年ハンターたち〜（ケン）

2013年
- 戦勇。（エルフ・ノベンバー）

2014年
- いなり、こんこん、恋いろは。（丹波橋紅司）
- 金色のコルダ Blue♪Sky（狩野航）
- くつだる。（ベツバラー、りんの兄の友達、冴えないくん）
- DRAMAtical Murder（α1）
- ドラゴンコレクション（2014年 - 2015年、レイ）
- オレカバトル（2014年 - 2015年、古神兵サルベージ）
- ヒーローバンク（新世界大河）

2015年
- 電波教師（男B、武田、客A）

2016年
- 12歳。〜ちっちゃなムネのトキメキ〜（結衣の父）
- タイガーマスクW（2016年 - 2017年、YOSHI-HASHI）
- D.Gray-man HALLOW（チャオジー・ハン）
- ドリフェス!（久保翔太）
- 美少女戦士セーラームーンCrystal Season III（古幡元基）

2019年
- ゲゲゲの鬼太郎（第6作）（北島敦）

2020年
- アサティール 未来の昔ばなし（ナウファル〈青年〉）

2022年
- デジモンゴーストゲーム（2022年 - 2023年、深津理久）

### 劇場アニメ
- 機動戦士Ζガンダム A New Translation -星を継ぐ者-（2005年）
- ONE PIECE THE MOVIE オマツリ男爵と秘密の島（2005年、部下）
- ストレンヂア 無皇刃譚（2007年）
- ONE PIECE THE MOVIE エピソードオブチョッパー+ 冬に咲く、奇跡の桜（2008年）
- Wake Up, Girls! 続・劇場版（2015年、杉本[19]）
- なぜ生きる 蓮如上人と吉崎炎上（2016年、地元僧侶）

### OVA
2003年
- キングダム・オブ・カオス〜ボーン・トゥ・キル〜（農民）

2004年
- サクラ大戦 ル・ヌーヴォー・巴里（観客たち）
- 大YAMATO零号（リゲル補佐）
- Re:キューティーハニー（警官、所員）

2008年
- ドラゴンボール オッス!帰ってきた孫悟空と仲間たち!!（レポーター）

2009年
- 聖闘士星矢 THE LOST CANVAS 冥王神話（テネオ）

2010年
- ONE PIECE FILM STRONG WORLD EPISODE:0（オイモ）

2011年
- 怪物王女「特急王女」（ブッチー）
- 怪物王女 地獄に道連れ!ケルベロッテちゃん♡ 銀河鉄道編（機関車）
- 怪物王女「孤島王女」（小淵沢望）

2014年
- いなり、こんこん、恋いろは。（丹波橋紅司）※コミックス第8巻BD付き限定版

### Webアニメ
- 美少女戦士セーラームーンCrystal（2014年、古幡元基[20]）
- 聖闘士星矢 黄金魂 -soul of gold-（2015年、フロディ）
- ヘタリア The World Twinkle（2015年、セボルガ）

### ゲーム
2005年
- 餓狼伝 Breakblow（2005年 -2007年、姫川勉） - 2作品
- サモンナイトエクステーゼ 夜明けの翼（街の人々 他）
- テイルズ オブ レジェンディア
- 冒険王ビィト ダークネスセンチュリー
- マージナルプリンス〜月桂樹の王子達〜（小林春也）

2006年
- 戦国無双2（2006年 - 2007年、小早川秀秋、豊臣秀頼 他） - 3作品
- エースコンバット・ゼロ ザ・ベルカン・ウォー
- 機動戦士ガンダム クライマックスU.C.（アクシズ士官B、ネオ・ジオン兵B、クロスボーン兵A）
- CLANNAD
- THE ロボットつくろうぜっ! 激闘!ロボットファイト（真田エイイチ、来宮キョウスケ）
- SIMPLE2500シリーズ Portable!! Vol.2 THE テニス
- スパルタン 〜古代ギリシャ英雄伝〜（Additional Voices）
- Separate Hearts（中原育也）
- NARUTO -ナルト- 木ノ葉スピリッツ!!
- パレドゥレーヌ（アストラッド）
- ペルソナ3

2007年
- DEAR My SUN!!〜ムスコ★育成★狂騒曲〜（紫藤風斗〈爽やか系〉）
- ドラグナーズアリア 竜が眠るまで（ハルト・クラルヴァイン）
- パレドゥロワイヤル（アストラッド）
- VitaminX（岡崎勇次）
- ペルソナ3 フェス
- 戦国無双KATANA（武将、兵士）
- 無双OROCHI（2007年 - 2009年、小早川秀秋、百々目鬼 他） - 3作品
- 令嬢探偵〜オフィスラブ事件慕〜（伊吹想汰）
- ルニア戦記（ジーク・エルモン）

2008年
- 戦場のヴァルキュリア（カール・オザ・ヴァルド / 鉄人オザヴァルド / 超人オザヴァルド / 壊人オザヴァルド）
- drastic Killer（桜井陸〈アーシュ＝ヴァイデルニウス〉）
- トゥルーフォーチュン（日向陽介）
- 龍が如く 見参!
- ルーンファクトリー フロンティア（ルート、ジェルバイン）

2009年
- 仮面ライダー クライマックスヒーローズ シリーズ（2009年 - 2011年、仮面ライダー龍騎、仮面ライダーリュウガ） - 4作品
- 戦国無双3（鷹丸 他）
- VitaminZ

2010年
- カエル畑DEつかまえて☆彡（千木良工）
- カエル畑DEつかまえて ポータブル（千木良工）
- カエル畑DEつかまえて・夏 千木良参戦!（千木良工）
- 金色のコルダ3（狩野航）
- スカーレッドライダーゼクス（駿河）
- STORM LOVER（長野恵一）
- TAKUYO Mix Box 〜ファーストアニバーサリー〜（千木良工）
- VitaminZ Revolution

2011年
- アンチェインブレイズ レクス（カンヘル）
- オール仮面ライダー ライダージェネレーション（仮面ライダー龍騎）
- カエル畑DEつかまえて・夏 千木良参戦! ぽーたぶる（千木良工）
- スカーレッドライダーゼクス -STARDUST LOVERS-（駿河）
- FabStyle（夏木礼央）
- 無双OROCHI 2（2011年 - 2013年、百々目鬼 他） - 4作品

2012年
- オール仮面ライダー ライダージェネレーション2（仮面ライダー龍騎）
- 新・剣と魔法と学園モノ。刻の学園
- スーパーロボット大戦OGサーガ 魔装機神II REVELATION OF EVIL GOD（ツレイン・ザン・レカニバン）
- スカーレッドライダーゼクスI + FD ポータブル（駿河）
- 第2次スーパーロボット大戦OG（イング）
- デジモンワールド リ:デジタイズ
- ワンピース 海賊無双（海賊3、囚人2）

2013年
- 下天の華（織田信行）
- ゴッドイーター2（プレイヤーボイス）
- スーパーロボット大戦OG INFINITE BATTLE（イング）
- スーパーロボット大戦OGサーガ 魔装機神III PRIDE OF JUSTICE（ツレイン・ザン・レカニバン）
- STORM LOVER 2nd（千早明仁）

2014年
- 戦国無双4（2014年 - 2015年、小早川隆景） - 3作品
- 金色のコルダ3 AnotherSky feat.至誠館（狩野航）
- 下天の華 夢灯り（織田信行）
- スーパーロボット大戦OGサーガ 魔装機神F COFFIN OF THE END（ツレイン・ザン・レカニバン）
- 戦国無双 Chronicle 3（小早川隆景）
- ヒーローバンク2（新世界大河）
- ファンタシースター ノヴァ（プレイヤーボイス）

2015年
- CLOSERS（キリツネ・クリュウ）
- デジモンストーリー サイバースルゥース（武井リョウタ）
- ワールド エンド エクリプス（イヴァン）

2016年
- ザ・キング・オブ・ファイターズ（2016年 - 2022年、アンディ・ボガード） - 3作品
- スーパーロボット大戦OG ムーン・デュエラーズ（イング・ウィッシュ）
- 戦国無双 〜真田丸〜（武田勝頼）

2018年
- 戦場のヴァルキュリア4（マイルズ・アーベック）
- 無双OROCHI 3（小早川隆景、百々目鬼）

2021年
- 戦国無双5（小早川隆景、武田勝頼）

2025年
- ストリートファイター6（アンディ・ボガード） - DLC追加キャラクター
- 無双アビス（小早川隆景、武田勝頼）
- 餓狼伝説 City of the Wolves（アンディ・ボガード） - DLC追加キャラクター

### 特撮
- ウルトラマンボーイのウルころ（2003年、ウルトラマンダイナの声）

### ラジオ
- パレドゥレーヌへようこそ!
- プラス+プラス2nd（超!A&G+、2008年9月30日 - 2009年9月28日）
- 緑川光・岡本寛志のRADIOトゥルーフォーチュン（文化放送、2008年10月5日 - 12月28日）
- いなり、こんこん、恋らじお。 第1、2回（ラジオ大阪、HiBiKi Radio Station、2014年1月3日、10日）

### ドラマCD
2004年
- WILD ADAPTER 03（信者）

2005年
- 秘密 ―トップ・シークレット― 2001（浅野浩一）

2006年
- 終わりのクロニクル（ダン・原川）
- 〜学園エンペラー〜 愛してみやがれ!!（親衛隊3）
- 薔薇のマリア（カタリ）
- パレドゥレーヌ シリーズ（アストラッド）
  - パレドゥレーヌ PLATINUM DISC "Rosso" 前編「騎士道へのオマージュ」
  - パレドゥレーヌ PLATINUM DISC "Blu" 後編「剣へのオマージュ」

2007年
- 転生學園月光録ドラマCD（草凪八雲）

2008年
- トゥルーフォーチュン シリーズ（日向陽介）
  - トゥルーフォーチュン オリジナルボイスドラマ Vol.1「華麗に、厳格に肝試し!」
  - トゥルーフォーチュン オリジナルボイスドラマ Vol.2「いつだって、グローイングアップ!」

2009年
- TVアニメーション「戦場のヴァルキュリア」ドラマCD 第一・二章（カール・オザヴァルド）

2010年
- 金色のコルダ3 SS(スクールシリーズ)II 〜至誠館〜（狩野航）
- Lucian Bee's ドラマCD 超新星☆大爆走CRAZYSUPERNOVA-銀河系アイドルROMANXIA No.1決定戦!?-（ラポ）

2011年
- ドラマCD あつまれ! 学園天国（国見真樹）
- Scared Rider Xechs サマー・モーション333（駿河）

2012年
- 贅沢な身の上（鋒天綸）※Cobalt 2012年11月号 2号連続企画 応募者全員サービス

2014年
- いなり、こんこん、恋いろは。 ドラマCD「いなり、お守り、初でぇと」（丹波橋紅司）※テレビアニメ BD / DVD 第1巻特典CD

### ラジオドラマ
- 花の慶次 -雲のかなたに-（2011年、奥村助右衛門、与四郎）

### デジタルコミック
- VOMIC アイスエイジ（2007年、光倉義明）
- VOMIC べしゃり暮らし（2008年、竹若明浩）
- 進研ゼミ高校講座 進研ゼミマンガWEB版（2012年、麻生駿[46]）
- dTV バトルスタディーズ（2018年、金川春馬）

### 吹き替え
- アドベンチャーランドへようこそ
- アマンダショー（ドレイク）
- コールドケース 迷宮事件簿2

### テレビドラマ
- 美食探偵 明智五郎（副音声解説）
- 親バカ青春白書（副音声解説）
- 極主夫道（副音声解説）

### テレビ番組
- 魅力まるごと いまドキッ!埼玉（ナレーション）

### 実写
- 超アニメ研究ステーション えもらぼ（MC、デジタル・ビート、2007年6月15日 - 2008年8月29日）
- 関西発！声優情報バラエティ 声優魂（ゲスト、第22回 2014年11月16日：ニコニコ生放送）

### その他コンテンツ
- オトメキハイスクール（三千院忍）
- 声優チャット
- ホシザキ電機（TVCMナレーション）
- 神酒ノ尊-ミキノミコト-（豊祝 [47]）

### CD
2006年
- パレドゥレーヌ perfect audiotracks

2007年
- DEAR My SUN!! オリジナルゲームサウンドトラック（紫藤風斗 / 爽やか系）
- 令嬢探偵〜オフィスラブ事件慕〜 オリジナルサウンドトラック（伊吹想汰）

2008年
- DEAR My SUN!! キャラクターソング&メッセージCD 風斗ver.（紫藤風斗 / 爽やか系）
- 「drastic Killer」主題歌CD 「赤と黒〜Corkscrew」C/W：エンディング曲「二人のクロスロード」
- 百歌声爛 -男性声優編- 第2弾